# Пътешественикът: С гласа на Петър Байков
„Пътешественикът: С гласа на Петър Байков“ (на английски: The Traveler: With the Voice of Peter Baykov) е американска компютърна анимация от 2019. Филмът е базиран на романа „Напредъкът на поклонника“, написан от Джон Бъниан, като в него участва Петър Байков, който озвучава всички герои и продуцира българската версия съвместно с американските продуценти „Ревълейшън Мидиа“ и СНЦ „Промяна в Поколението“.
В България лентата е пусната по кината на 8 април 2022 г. от „Би Ти Ви Студиос“.

## Синопсис
За да спаси семейството си и жителите на своя град от предстояща война и разруха, Християн е принуден да избяга и да тръгне сам на дълго и осеяно с опасности пътешествие към тайнствено царство. След като намира книга, която му показва пътя до там, той е решен да преодолее всяко препятствие, с което злия Аполион се опитва да го спре. По време на пътуването си Християн преживява вълнуващо приключение, среща нови приятели, но и не по-малко врагове, които разкриват пред него един нов и неподозиран свят на вълшебства и тайни за това как може да намери спасение в мистериозното Царство.